# Carlos Mendoza Davis
Carlos Mendoza Davis (Ciudad de México; 21 de abril de 1969) es un político mexicano y abogado de profesión quien, desde el 10 de septiembre del 2015 y hasta el 9 de septiembre de 2021, se desempeñó como Gobernador del Estado de Baja California Sur para el periodo del 2015 al 2021. En la administración pública ha desempeñado diversos cargos, entre los que destacan el de Senador de la República por Baja California Sur y Secretario General de Gobierno del mismo estado. En su calidad de gobernador, desde el 21 de febrero de 2020 y hasta el 9 de septiembre de 2021 se desempeñó como Presidente de la Conferencia Nacional de Gobernadores.

## Biografía
Nació el 21 de abril de 1969 en la Ciudad de México . Es hijo de Ángel César Mendoza Arámburo,  exgobernador de Baja California Sur, 1975-1981 y Luz Davis Garaizar,  originarios de La Paz y Loreto, B.C.S., respectivamente. En el 2000 contrajo nupcias con Gabriela Velázquez Dipp, con quien ha procreado dos hijos: Gabriela (2003) y Carlos (2005).
En 1992 se graduó con honores como licenciado en Derecho en la Universidad Nacional Autónoma de México, con la tesis “Los derechos humanos y su protección en el derecho constitucional mexicano”.
En 1994, antes de iniciar sus estudios de maestría, asistió al Instituto de Derecho Internacional y Comparado, auspiciado de manera conjunta por la Escuela de Derecho de la Universidad Cornell  (Cornell University Law School) y la Facultad de Derecho de la Universidad de París I Pantehón-Sorbonne.
En 1995 obtuvo el grado de maestro en Derecho  (LLM) por la Universidad Cornell en Ithaca, Nueva York, en los Estados Unidos de América, con el trabajo de investigación intitulado: “La violación a los derechos humanos en los países del tercer mundo como causa para la imposición de sanciones económicas”.
Más tarde, en 2002, ganó la prestigiada beca del Ministerio de Asuntos Exteriores del Gobierno Británico Chevening, administrada por el Consejo Británico  (British Council), esquema cuya finalidad es construir una red de amigos del Reino Unido, seleccionando en el mundo estudiantes que habrán de convertirse en líderes en sus países de origen. En tal virtud, en 2003, con la disertación titulada “La lucha contra el lavado de dinero en México: una evaluación crítica” se graduó como maestro en Políticas Comparadas en Latinoamérica  (Msc) por la London School of Economics and Political Science en Londres, Inglaterra.

## Experiencia profesional
Del 1 de septiembre de 2012 al 11 de diciembre de 2014 fue Senador de la República, representando al Estado de Baja California Sur.
Del 5 de abril al 30 de noviembre de 2011, fungió como Secretario General de Gobierno en Baja California Sur, a designación del Gobernador Constitucional Marcos Alberto Covarrubias Villaseñor.
De mayo de 2007 y hasta octubre de 2010, se desempeñó como Delegado Regional del Instituto Mexicano del Seguro Social en Baja California Sur, a propuesta de su entonces director general, Juan Francisco Molinar Horcasitas. En su gestión al frente del IMSS en Baja California Sur, en el año 2009, se inició la construcción de un nuevo hospital del instituto en San José del Cabo, en respuesta a los reclamos por parte de los pobladores de esa localidad.
Cuando el Huracán Jimena (2009) devastó las costas de Baja California Sur, el entonces Secretario de Desarrollo Social, Ernesto Javier Cordero Arroyo designó a Mendoza Davis como enlace de las delegaciones estatales de las dependencias federales a fin de coordinar en ese ámbito las tareas de reconstrucción y control de daños. 
Previo a su nombramiento como delegado del IMSS, se desempeñó como coordinador regional Noroeste (2003 – 2005) de la recién creada Financiera Rural, con competencia en los estados de Baja California, Baja California Sur, Sinaloa y Sonora, institución dirigida por el Secretario de Hacienda y Crédito Público de esa administración federal, José Antonio Meade Kuribreña.
En el Banco Nacional de Crédito Rural, (BANRURAL S.N.C.), fungió como director general adjunto de Relaciones Interinstitucionales y, posteriormente, como director general adjunto Jurídico, cargo en el que participó en el proceso que culminó con la creación de la Financiera Rural, a partir del decreto publicado el 26 de diciembre de 2002 en el Diario Oficial de la Federación, a raíz de la liquidación del sistema BANRURAL, afectado entonces por un importante desequilibrio financiero. 
En la Secretaría de Hacienda y Crédito Público, fungió como director general adjunto de Enlace, Políticas y Normas en materia de Operaciones con Recursos de Procedencia Ilícita, bajo las órdenes del entonces subsecretario de Hacienda y Crédito Público, Agustín Carstens Carstens. En ese encargo, representó al Gobierno Mexicano en foros internacionales y grupos multilaterales contra el lavado de dinero, como el GAFI (Financial Action Task Force) y el Programa contra el Lavado de Dinero de la Oficina de Naciones Unidas contra la Droga y el Delito, entre otros.
En la Procuraduría General de la República, se desempeñó como director general de Control de Procedimientos Penales (1998 – 2001). En tal carácter, coordinó los trabajos de 10 delegaciones de la institución en el país y participó en la planeación y ejecución del operativo para recuperar las instalaciones de la Universidad con motivo de la huelga estudiantil de la UNAM (1999-2000).
También en la Procuraduría General de la República, fue Coordinador de Asesores del Subprocurador de Averiguaciones Previas (1997 – 1998).
De 1994 a 1997 perteneció al Servicio Exterior Mexicano. En la Embajada de México en los Estados Unidos de América, en la ciudad de Washington D. C., se desempeñó como agregado para asuntos políticos y relaciones con el Congreso, bajo las órdenes del entonces embajador y exsecretario de Hacienda y Crédito Público, Jesús Silva-Herzog Flores.
Asimismo, cuando se crearon los Tribunales Agrarios, en la primera administración presidida por Sergio García Ramírez, fungió como Secretario Particular del Oficial Mayor.

## Experiencia académica
En 2001 impartió la clase de Teoría Política Contemporánea en la Universidad Iberoamericana de la Ciudad de México.

## Trayectoria política
Cuando renunció al Instituto Mexicano del Seguro Social, Mendoza Davis fungió como coordinador de la campaña de Marcos Alberto Covarrubias Villaseñor, candidato de “La Alianza es Contigo” integrada por el Partido Acción Nacional y el Partido de la Renovación Sudcaliforniana a la Gobernatura de Baja California Sur, quien resultara ganador en las elecciones del 6 de febrero de 2011.
El 17 de junio de 2011, Carlos Mendoza Davis se convirtió en miembro adherente del PAN. El 23 de agosto de 2012 se hizo miembro activo de dicha organización política.
Tras su renuncia como Secretario General de Gobierno en la administración de Marcos Alberto Covarrubias Villaseñor anunció su intención de participar en la contienda interna PAN para obtener la candidatura de dicho partido al Senado de la República en las elecciones federales de 2012. Encabezó la fórmula y de acuerdo con los resultados del Instituto Federal Electoral fue elegido Senador de Primera Minoría.
El 11 de diciembre de 2014, solicitó licencia al Senado de la República para participar en el proceso interno del PAN que culminó en su postulación oficial como candidato a la gubernatura de Baja California Sur. En su despedida, Carlos Mendoza recibió el reconocimiento de todas las fuerzas políticas representadas en el Senado.  Ver 
El 7 de junio de 2015, resultó ganador en la contienda por la gubernatura, al haber obtenido 110,448 votos, lo que representó el 44.7 de la votación total. El 14 de junio de 2015, recibió constancia de mayoría por parte del Instituto Estatal Electoral de Baja California Sur. El 10 de septiembre de 2015 tomará protesta como gobernador electo de Baja California Sur para el período 2015-2021.